# Makita

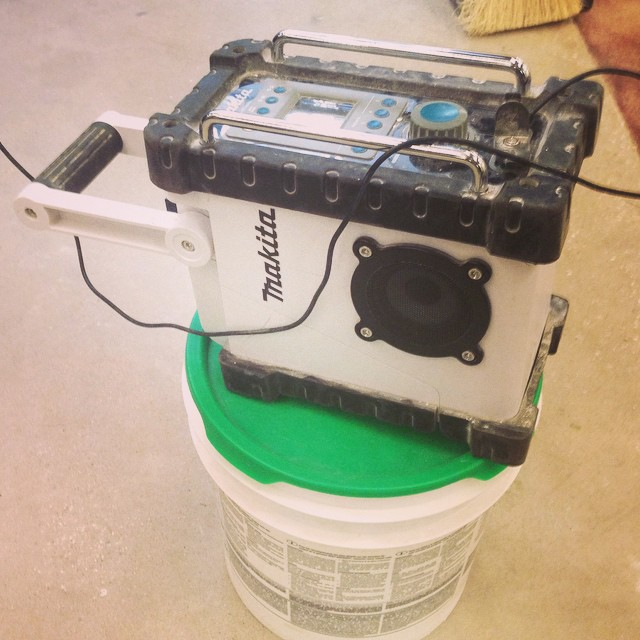
Radio DAB/FM Makita DMR101

Makita est une entreprise japonaise de fabrication de biens d'équipement. Elle est l'un des principaux acteurs mondiaux de la conception, la fabrication et la commercialisation de petit outillage électroportatif. 

## Histoire
Makita est créée en 1915 à Nagoya sous le nom Makita Denki Seisakusho, avec pour première activité la vente et la réparation de moteurs  et transformateurs électriques. En 1935, l'entreprise commence à exporter vers l'Union Soviétique. En 1945, après la Seconde guerre mondiale, l'entreprise déménage son usine à Anjō et fabrique des moteurs pour l'industrie textile et le bâtiment.
En 1958 puis 1962, l'entreprise commercialise des outils électroportatifs électriques : scie circulaire, perceuse, etc.. En 1970, l'entreprise est côtée à la bourse de Tokyo et ouvre une usine à Okazaki. Elle ouvre également des succursales à l'étranger.
En 1991, l'entreprise devient la Makita Corporation. Au début des années 1990, Makita est présente dans quatorze pays, avec notamment des usines au Royaume-Uni, Canada, Etats-Unis et Brésil. La construction d'une usine à Telford au Royaume-Uni en 1992 est destinée à la production pour le marché européen.

## Activités
Avec plus de 600 brevets déposés en 100 ans d'histoire, Makita est devenu un acteur majeur du secteur.
Parmi les grandes innovations de la marque, on retrouve les premières perceuses à batterie nickel, les premières perceuses à batteries lithium ion, les premiers outils pneumatiques ou encore les premières perceuses sans fil[réf. nécessaire]. Makita a développé la première scie à onglet sans fil, avant les marques concurrentes.
Makita est aujourd'hui présent dans 150 pays dans le monde, des États-Unis à l'Europe de l'Est en passant par l'Amérique du Sud, le Royaume-Uni ou encore la France. En France, la marque s'est implantée en 1971.
Makita a des usines au Japon, en Angleterre, aux États-Unis, au Mexique, au Brésil, en Chine et en Roumanie. En 1991, le groupe rachète l'allemand Dolmar[réf. nécessaire].
Le chiffre d'affaires de Makita dépasse les 4,4 milliards de dollars[Quand ?][réf. nécessaire].
En 2019, l'entreprise compte 16 424 employés dans le monde.

## Principaux actionnaires
Au 15 janvier 2020, les principaux actionnaires de Makita sont les suivants:
| Lazard Asset Management                | 4,16% |
| FIL Investments (Japan)                | 3,96% |
| Sumitomo Mitsui Trust Asset Management | 3,27% |
| Maruwa KK                              | 3,08% |
| Makita Corporation                     | 3,04% |
| Mitsubishi UFJ Financial Group         | 3,01% |
| Nomura Asset Management                | 2,89% |
| The Vanguard Group                     | 2,36% |
| Makita Business Association            | 2,36% |
| Sumitomo Mitsui Financial Group        | 2,07% |